# Karangtengah (Sampang)
Karangtengah is een bestuurslaag in het regentschap Cilacap van de provincie Midden-Java, Indonesië. Karangtengah telt 6880 inwoners (volkstelling 2010).